# Blepharucha zaide
Blepharucha zaide is een vlinder uit de familie grasmotten (Crambidae). De wetenschappelijke naam van deze soort is voor het eerst geldig gepubliceerd in 1790 door Stoll.
De soort komt voor in tropisch Afrika.